# Kor Sarr
Pour les articles homonymes, voir Sarr.
Kor Daba Arfang Sarr, né le 13 décembre 1975 à Pikine (Sénégal) et mort le 18 février 2019 à Villejuif,, est un footballeur sénégalais devenu entraîneur.

## Biographie
Cet ancien attaquant mesurant 1,80 m réalise une longue carrière en championnat de France. Longtemps joueur de complément à l'AS Beauvais, au point d'être transféré au Touquet en janvier 2000, Kor Sarr se fait connaître en terminant meilleur buteur de National avec l'AS Angoulême-Charente 92 en 2002. 
Il est alors recruté par Patrick Remy, nouvel entraîneur du SM Caen qui l'a connu à Beauvais. Après deux saisons pleines en Ligue 2, il accompagne le club dans son retour en première division. Malheureusement il est rapidement handicapé par des blessures et ne peut disputer que 11 matchs dans la saison, à l'issue de laquelle il annonce l'arrêt de sa carrière professionnelle.
En avril 2008, il est nommé entraîneur de l'AS Pikine, club de première division sénégalaise. En 2009, il est engagé comme entraîneur adjoint du Diaraf de Dakar, avant de devenir le titulaire à la suite du limogeage de Pape Abdou Camara. Il remporte en fin de saison la Coupe du Sénégal. En 2012, il intègre le FC Gobelins, un club parisien où il occupe différents postes d'encadrement. 
Il meurt le 18 février 2019 d'une maladie foudroyante à l’âge de 43 ans.

## Carrière

### Joueur
- Niayes de Pikine ( Sénégal)
- Dial Diop ( Sénégal)
- ASC Jaraaf ( Sénégal)
- Niayes de Pikine ( Sénégal)
- Dakar Dem Dik ( Sénégal)
- 1992-déc. 1999 : AS Beauvais Oise ( France)
- Janv.-juin 2000 : Le Touquet AC ( France)
- 2000-2002 : AS Angoulême ( France)
- 2002-2005 : SM Caen ( France)
- 2006-2007 : AJS Ouistreham ( France)

### Entraîneur
- avril 2008-2009 : AS Pikine ( Sénégal)
- 2009-2010 : Diaraf de Dakar ( Sénégal)

## Palmarès
- Sélectionné en équipe du Sénégal[9]
- Finaliste de la Coupe de la Ligue 2005 avec le SM Caen
- Meilleur buteur du National lors de la saison 2001-2002 avec 22 buts

## Statistiques
- Premier match en Ligue 1 le 7 août 2004 : SM Caen - FC Istres (1-1)
- Premier but en Ligue 1 le 14 août 2004 : Paris SG - SM Caen (2-2)
- 11 matchs et 1 but en Ligue 1
- 86 matchs et 20 buts en Ligue 2.